# Experience + Innocence Tour
L'Experience + Innocence Tour, stilizzato in eXPERIENCE + iNNOCENCE Tour, è stato il diciottesimo tour del gruppo musicale rock irlandese U2, a supporto del loro quattordicesimo album in studio, Songs of Experience.
Naturale prosecuzione dell'Innocence + Experience Tour del 2015, la tournée si è svolta dal maggio al novembre 2018 tra le arene di Stati Uniti, Canada ed Europa.

## Storia

### Prima tappa - Nord America
Il tour è iniziato ufficialmente a Tulsa, il 2 Maggio 2018, alla BOK Center, dopo alcune settimane di prove nella città canadese di Laval e nella stessa Tulsa. Il numero di canzoni eseguite nei concerti della leg sono state generalmente 24, ma hanno anche raggiunto le 25, con un picco di 27 nel concerto d'apertura del tour.  Ogni concerto è stato aperto da tre canzoni provenienti dall'ultimo album, Songs of Experience: Love Is All We Have Left, The Blackout e Lights of Home, seguite da I Will Follow, una tra Gloria e All Because Of You (occasionalmente anche Red Flag Day), Beautiful Day e The Ocean. A chiudere la prima parte, il blocco di canzoni già presente nell'ultimo tour, ovvero Iris (Hold Me Close), Cedarwood Road, Sunday Bloody Sunday e Until The End Of The World.
La seconda parte del concerto si apriva invece con Elevation, Vertigo, Desire ed Acrobat, al debutto assoluto dopo ventisette anni. La sezione acustica, con You're The Best Thing About Me e Staring At The Sun, era il preludio a quella più politicizzata, con Pride (In The Name Of Love) seguita da Get Out Of Your Own Way, American Soul e City Of Blinding Lights a chiudere il main set.
Nell'encore, come nel tour precedente, sono state suonate solo tre canzoni: One, Love Is Bigger Than Anything In Its Way e 13 (There Is A Light).
Durante la leg, sono state suonate (seppure raramente) anche Who's Gonna Ride Your Wild Horses, Song for Someone, New Year's Day, Raised By Wolves e The Electric Co..
Oltre alle già citate sopra, nessun'altra canzone da Songs of Experience è stata suonata durante la leg.

#### Setlist (New York, 01/07/2018)
Fonte: 
- Love Is All We Have Left
- The Blackout
- Lights Of Home
- I Will Follow
- All Because Of You
- Beautiful Day
- The Ocean
- Iris (Hold Me Close)
- Cedarwood Road
- Sunday Bloody Sunday
- Until The End Of The World

(Intermission - Hold Me, Thrill Me, Kiss Me, Kill Me)
- Elevation
- Vertigo
- Desire
- Acrobat
- You're The Best Thing About Me
- Staring At The Sun
- Pride (In The Name Of Love)
- Get Out Of Your Own Way
- American Soul
- City Of Blinding Lights

(Encore)
- One
- Love Is Bigger Than Anything In Its Way
- 13 (There Is A Light)

### Seconda tappa - Europa
La seconda leg ha preso il via da Berlino il 31 agosto 2018. Inizialmente, le principali modifiche rispetto ai concerti americani sono state rappresentate dall'esclusione di Love Is All We Have Left in apertura e dall'inserimento di Even Better Than The Real Thing, Summer Of Love e New Year's Day al posto di Desire, Staring At The Sun ed American Soul. Dai concerti di ottobre gli U2 hanno sostituito il blocco di canzoni che andava da The Ocean ad Until The End Of The World con uno incentrato sul periodo che li portò alla realizzazione degli album Achtung Baby e Zooropa, composto da Zoo Station, The Fly (dal concerto del 15 ottobre 2018 a Milano), Stay (Faraway, So Close!) e Who's Gonna Ride Your Wild Horses.
Sono state eseguite con minor frequenza anche Spanish Eyes, The Unforgettable Fire, Landlady (al suo debutto live) e Dirty Day (per la prima volta dal 1993).

#### Setlist (Dublino, 05/11/2018)
Fonte: 
- The Blackout
- Lights Of Home
- I Will Follow
- Gloria
- Beautiful Day
- Zoo Station
- The Fly
- Stay (Faraway, So Close!)
- Who's Gonna Ride Your Wild Horses

(Intermission - Hold Me, Thrill Me, Kiss Me, Kill Me)
- Elevation
- Vertigo
- Even Better Than The Real Thing
- Acrobat
- You're The Best Thing About Me
- Summer Of Love
- Pride (In The Name Of Love)
- Get Out Of Your Own Way
- New Year's Day
- City Of Blinding Lights

(Encore)
- One
- Love Is Bigger Than Anything In Its Way
- 13 (There Is A Light)

### Canzoni suonate
Fonte: 
| Boy (1980)                             | I Will Follow (60) - The Ocean (39) - The Electric Co. (1) |
| October (1981)                         | Gloria (27) |
| War (1983)                             | Sunday Bloody Sunday (39) - New Year's Day (33) |
| The Unforgettable Fire (1984)          | Pride (In The Name Of Love) (59) - The Unforgettable Fire (1) |
| The Joshua Tree (1987)                 | |
| Rattle And Hum (1988)                  | Desire (27) |
| Achtung Baby (1991)                    | Acrobat (59) - One (59) - Until The End Of The World (39) - Even Better Than The Real Thing (32) - Who's Gonna Ride Your Wild Horses (21) - Zoo Station (19) - The Fly (13) |
| Zooropa (1993)                         | Stay (Faraway, So Close!) (20) - Dirty Day (3) |
| Original Soundtracks 1 (1995)          | |
| Pop (1997)                             | Staring At The Sun (27) |
| All That You Can't Leave Behind (2000) | Beautiful Day (60) - Elevation (59) |
| How To Dismantle An Atomic Bomb (2004) | City Of Blinding Lights (59) - Vertigo (59) - All Because Of You (22) |
| No Line On The Horizon (2009)          | |
| Songs Of Innocence (2014)              | Cedarwood Road (39) - Iris (Hod Me Close) (39) - Raised By Wolves (7) - Song for Someone (1) |
| Songs Of Experience (2017)             | Lights of Home (60) - The Blackout (60) - Get Out Of Your Own Way (59) - Love Is Bigger Than Anything In Its Way (59) - You're The Best Thing About Me (59) - 13 (There Is A Light) (59) - Summer Of Love (32) - American Soul (27) - Love Is All We Have Left (27) - Red Flag Day (14) - Landlady (3) |
| B-sides                                | Spanish Eyes (1) |
| Cover                                  | Hedgehog (1) |

## Curiosità
- Prima di Acrobat, Bono ha riportato in vita il personaggio di Mr. Macphisto[13][14] - una vecchia popstar caduta in disgrazia dalle sembianze mefistofeliche[15] - uno dei diversi alter-ego impersonati dal cantante durante lo ZooTV Tour del 1992-93.
- Era dal 2005 (Vertigo Tour) che non venivano suonate canzoni dell'album Pop (1997) .[16]
- Il concerto del 1º settembre a Berlino si è concluso prematuramente dopo sole cinque canzoni a causa di problemi di voce accorsi a Bono.[17] Il giorno dopo, attraverso un comunicato pubblicato sul sito ufficiale del gruppo, lo stesso cantante ha annunciato che il concerto si sarebbe recuperato il 13 novembre.[18] Inoltre, lo spettacolo è stato filmato per poi uscire come film ufficiale del tour.[19]
- Per la prima volta dalla sua pubblicazione, nessuna canzone da The Joshua Tree (1987) è stata eseguita dal vivo.[20]
- L'11 giugno 2018 gli U2 hanno tenuto un concerto all'Apollo Theatre di New York per la radio SiriusXM. Erano parte della scaletta sebbene non siano mai state suonate nell'arco del tour anche Out Of Control, Angel Of Harlem, When Love Comes To Town, Stuck In A Moment You Can't Get Out Of ed Every Breaking Wave.[21]

## Formazione

### U2
- Bono - voce, armonica a bocca
- The Edge - chitarra, tastiere, cori
- Adam Clayton - basso
- Larry Mullen Jr. - batteria, percussioni

## Date
| Data              | Città        | Stato        | Luogo                 | Pubblico                 | Incasso      |
| Nord America      | Nord America | Nord America | Nord America          | Nord America             | Nord America |
| ----------------- | ------------ | ------------ | --------------------- | ------------------------ | ------------ |
| 2 maggio 2018     | Tulsa        | Stati Uniti  | BOK Center            | 16.570 / 16.570          | $2.188.948   |
| 4 maggio 2018     | St. Louis    | Stati Uniti  | Scottrade Center      | 16.300 / 16.300          | $2.001.462   |
| 7 maggio 2018     | San Jose     | Stati Uniti  | SAP Center            | 28.579 / 28.579          | $3.703.304   |
| 8 maggio 2018     | San Jose     | Stati Uniti  | SAP Center            | 28.579 / 28.579          | $3.703.304   |
| 11 maggio 2018    | Paradise     | Stati Uniti  | T-Mobile Arena        | 30.776 / 30.776          | $5.104.662   |
| 12 maggio 2018    | Paradise     | Stati Uniti  | T-Mobile Arena        | 30.776 / 30.776          | $5.104.662   |
| 15 maggio 2018    | Inglewood    | Stati Uniti  | The Forum             | 32.163 / 32.163          | $4.432.426   |
| 16 maggio 2018    | Inglewood    | Stati Uniti  | The Forum             | 32.163 / 32.163          | $4.432.426   |
| 19 maggio 2018    | Omaha        | Stati Uniti  | CenturyLink Center    | 14.742 / 14.742          | $1.735.259   |
| 22 maggio 2018    | Chicago      | Stati Uniti  | United Center         | 32.463 / 32.463          | $4.135.008   |
| 23 maggio 2018    | Chicago      | Stati Uniti  | United Center         | 32.463 / 32.463          | $4.135.008   |
| 26 maggio 2018    | Nashville    | Stati Uniti  | Bridgestone Arena     | 16.717 / 16.717          | $2.700.706   |
| 28 maggio 2018    | Duluth       | Stati Uniti  | Infinite Energy Arena | 12.982 / 12.982          | $2.420.795   |
| 5 giugno 2018     | Montréal     | Canada       | Centre Bell           | 42.974 / 42.974          | $4.580.121   |
| 6 giugno 2018     | Montréal     | Canada       | Centre Bell           | 42.974 / 42.974          | $4.580.121   |
| 9 giugno 2018     | Uniondale    | Stati Uniti  | Nassau Coliseum       | 14.629 / 14.629          | $2.260.713   |
| 13 giugno 2018    | Filadelfia   | Stati Uniti  | Wells Fargo Center    | 31.238 / 31.238          | $3.549.210   |
| 14 giugno 2018    | Filadelfia   | Stati Uniti  | Wells Fargo Center    | 31.238 / 31.238          | $3.549.210   |
| 17 giugno 2018    | Washington   | Stati Uniti  | Capital One Arena     | 32.053 / 32.053          | $4.319.994   |
| 18 giugno 2018    | Washington   | Stati Uniti  | Capital One Arena     | 32.053 / 32.053          | $4.319.994   |
| 21 giugno 2018    | Boston       | Stati Uniti  | TD Garden             | 35.139 / 35.139          | $5.539.769   |
| 22 giugno 2018    | Boston       | Stati Uniti  | TD Garden             | 35.139 / 35.139          | $5.539.769   |
| 25 giugno 2018    | New York     | Stati Uniti  | Madison Square Garden | 55.575 / 55.575          | $8.705.673   |
| 26 giugno 2018    | New York     | Stati Uniti  | Madison Square Garden | 55.575 / 55.575          | $8.705.673   |
| 29 giugno 2018    | Newark       | Stati Uniti  | Prudential Center     | 16.612 / 16.612          | $2.523.388   |
| 1º luglio 2018    | New York     | Stati Uniti  | Madison Square Garden | [ 23 ]                   | [ 23 ]       |
| 3 luglio 2018     | Uncasville   | Stati Uniti  | Mohegan Sun Arena     | 8.557 / 8.557            | $1.594.446   |
| Europa            |              |              |                       |                          |              |
| 31 agosto 2018    | Berlino      | Germania     | Mercedes-Benz Arena   | 29.260 / 29.260          | $3.844.620   |
| 1º settembre 2018 | Berlino      | Germania     | Mercedes-Benz Arena   | 29.260 / 29.260          | $3.844.620   |
| 4 settembre 2018  | Colonia      | Germania     | Lanxess Arena         | 34.844 / 34.844          | $4.423.431   |
| 5 settembre 2018  | Colonia      | Germania     | Lanxess Arena         | 34.844 / 34.844          | $4.423.431   |
| 8 settembre 2018  | Parigi       | Francia      | AccorHotels Arena     | 72.412 / 72.412          | $9.421.781   |
| 9 settembre 2018  | Parigi       | Francia      | AccorHotels Arena     | 72.412 / 72.412          | $9.421.781   |
| 12 settembre 2018 | Parigi       | Francia      | AccorHotels Arena     | 72.412 / 72.412          | $9.421.781   |
| 13 settembre 2018 | Parigi       | Francia      | AccorHotels Arena     | 72.412 / 72.412          | $9.421.781   |
| 16 settembre 2018 | Lisbona      | Portogallo   | Altice Arena          | 37.518 / 37.518          | $4.279.811   |
| 17 settembre 2018 | Lisbona      | Portogallo   | Altice Arena          | 37.518 / 37.518          | $4.279.811   |
| 20 settembre 2018 | Madrid       | Spagna       | WiZink Center         | 30.248 / 30.248          | $3.888.306   |
| 21 settembre 2018 | Madrid       | Spagna       | WiZink Center         | 30.248 / 30.248          | $3.888.306   |
| 29 settembre 2018 | Copenaghen   | Danimarca    | Royal Arena           | 31.012 / 31.012          | $4.219.513   |
| 30 settembre 2018 | Copenaghen   | Danimarca    | Royal Arena           | 31.012 / 31.012          | $4.219.513   |
| 3 ottobre 2018    | Amburgo      | Germania     | Barclaycard Arena     | 27.190 / 27.190          | $3.568.595   |
| 4 ottobre 2018    | Amburgo      | Germania     | Barclaycard Arena     | 27.190 / 27.190          | $3.568.595   |
| 7 ottobre 2018    | Amsterdam    | Paesi Bassi  | Ziggo Dome            | 33.542 / 33.542          | $4.300.638   |
| 8 ottobre 2018    | Amsterdam    | Paesi Bassi  | Ziggo Dome            | 33.542 / 33.542          | $4.300.638   |
| 11 ottobre 2018   | Assago       | Italia       | Mediolanum Forum      | 50.660 / 50.660          | $7.051.462   |
| 12 ottobre 2018   | Assago       | Italia       | Mediolanum Forum      | 50.660 / 50.660          | $7.051.462   |
| 15 ottobre 2018   | Assago       | Italia       | Mediolanum Forum      | 50.660 / 50.660          | $7.051.462   |
| 16 ottobre 2018   | Assago       | Italia       | Mediolanum Forum      | 50.660 / 50.660          | $7.051.462   |
| 19 ottobre 2018   | Manchester   | Regno Unito  | Manchester Arena      | 36.850 / 36.850          | $4.923.501   |
| 20 ottobre 2018   | Manchester   | Regno Unito  | Manchester Arena      | 36.850 / 36.850          | $4.923.501   |
| 23 ottobre 2018   | Londra       | Regno Unito  | The O2 Arena          | 36.632 / 36.632          | $5.255.512   |
| 24 ottobre 2018   | Londra       | Regno Unito  | The O2 Arena          | 36.632 / 36.632          | $5.255.512   |
| 27 ottobre 2018   | Belfast      | Regno Unito  | The SSE Arena Belfast | 18.996 / 18.996          | $2.521.846   |
| 28 ottobre 2018   | Belfast      | Regno Unito  | The SSE Arena Belfast | 18.996 / 18.996          | $2.521.846   |
| 5 novembre 2018   | Dublino      | Irlanda      | 3Arena                | 46.529 / 46.529          | $6.405.471   |
| 6 novembre 2018   | Dublino      | Irlanda      | 3Arena                | 46.529 / 46.529          | $6.405.471   |
| 9 novembre 2018   | Dublino      | Irlanda      | 3Arena                | 46.529 / 46.529          | $6.405.471   |
| 10 novembre 2018  | Dublino      | Irlanda      | 3Arena                | 46.529 / 46.529          | $6.405.471   |
| 13 novembre 2018  | Berlino      | Germania     | Mercedes-Benz Arena   | [ 25 ]                   | [ 25 ]       |
| Totale            | Totale       | Totale       | Totale                | 923.752 / 923.752 (100%) | $125.600.371 |